# Produtor de televisão
O produtor de televisão tem como sua função principal controlar todos os aspectos da produção de um programa de televisão, desde o desenvolvimento de sua ideia original e da contratação do elenco até a supervisão das filmagens e a checagem dos fatos. Frequentemente é o produtor é responsável direto pela qualidade do programa e pela sua duração no ar, com maior ou menor intensidade dependendo do programa, ou de sua emissora.
Alguns produtores assumem um papel mais executivo, simplesmente concebendo novos programas e "lançando-as" (pitching) para as redes, e uma vez que o projeto esteja em andamento passam a dedicar-se exclusivamente a assuntos relativos aos negócios, como orçamentos e contratos; outros, no entanto, envolvem-se mais diretamente com o cotidiano dos trabalhos, especialmente em atividades como os roteiros, o design dos sets, o elenco e até mesmo a direção.
De acordo com o diretor e produtor Angolano Fililpe Dos Santos, o produtor seria o profissional que alia a capacidade de analisar e relacionar determinado produto ao seu público-alvo com a de prever os custos necessários para esta produção e suas estimativas de retorno financeiro; seria o primeiro profissional a entrar em determinado projeto e o principal responsável por levá-la adiante, captando profissionais e recursos para realizá-la.